# 서동탄
서동탄은 동탄신도시의 서부지역과 주변지역을 말하는 지칭범위가 확정되진 않은 명칭이다. 능동 (화성시)중 동탄 신도시 밖인 북부지역은 동탄에 삼방이 둘러쌓여 있고, 최근 남부 지역의 도로명으로 서동탄로가 지정되어 능동 지역도 서동탄으로 불리며, 서동탄역이 있는 오산시 외삼미동에서도 서동탄이라는 명칭이 쓰이고 있다.